# Túng Sán
Túng Sán là một xã thuộc huyện Hoàng Su Phì, tỉnh Hà Giang, Việt Nam.

## Địa lý
Xã Túng Sán nằm phía đông bắc huyện Hoàng Su Phì, cách trung tâm hyện 22 km, có vị trí địa lý:
- Phía đông giáp huyện Vị Xuyên
- Phía tây giáp xã Đản Ván và xã Tân Tiến
- Phía nam giáp huyện Vị Xuyên và xã Bản Nhùng
- Phía bắc giáp huyện Vị Xuyên và xã Đản Ván.

Xã Túng Sán có diện tích 48,77 km², dân số năm 2019 là 2.316 người, mật độ dân số đạt 67 người/km².

## Hành chính
Xã Túng Sán được chia thành 8 thôn, bản: Hợp Nhất, Chu Sán, Quang Lìn, Tả Lèng, Thượng Hạ, Tà Chải, Chúng Phùng, Phìn Su.